# 사쿠란보
《사쿠란보》(さくらんぼ, 버찌)는 오오츠카 아이가 2003년 12월 17일에 발매한 두 번째 싱글이다. 타이틀 곡인 〈さくらんぼ(사쿠란보)〉는 COUNTDOWN TV 12월 오프닝 테마와 めちゃ２イケてるっ！엔딩테마로 사용됐다. 일본은 물론 한국에서도 오오츠카 아이를 알리게 된 노래로 19년이 지난 지금도 인기가 많은 노래이다. 2005년 3월 30일 앵콜프레스 5만장 한정생산 재발매를 했다.

## 수록곡

### CD
1. さくらんぼ(사쿠란보→버찌) - TBS-TV UNDER COUNTDOWN TV 12月度オープニングテーマ & フジテレビ系 めちゃ2イケてるっ！エンディングテーマ
2. 帰り道(돌아가는길)
3. 桃ノ花ビラ スタジオライブ ver.(복숭아 꽃잎 스튜디오 라이브 버전) - フジテレビ系 めちゃ2イケてるっ！エンディングテーマ
4. さくらんぼ (Instrumental)
5. 帰り道 (Instrumental)

### DVD
1. 「さくらんぼ」MUSIC CLIP

## 수록 음반
- single さくらんぼ (1번 트랙)
- album LOVE PUNCH (3번 트랙)
- best album 愛 am BEST (2번 트랙)
- encore press さくらんぼ - encore press (1번 트랙)